# Joanne Kyger
Joanne Kyger (California, 19 de noviembre de 1934-Bolinas, 22 de marzo de 2017) fue una poeta estadounidense. Su poesía está influida por su práctica del budismo zen y sus lazos con los poetas de Black Mountain, del Renacimiento de San Francisco, y de la Generación beat.

## Biografía
Kyger estudió en la Universidad de California en Santa Bárbara (California).
En 1957 se mudó al barrio North Beach
en el noroeste de la ciudad de San Francisco (California), donde se relacionó con los poetas Jack Spicer y Robert Duncan.
A principios de 1960 se encontró en Japón con el poeta beat Gary Snyder (a quien ella había conocido en 1958 en San Francisco).
Se casaron el 28 de febrero de 1960. En 1962 viajaron a la India con los poetas beats Allen Ginsberg y Peter Orlovsky. Allí conocieron al dalái lama.
En 1964 regresó sola a Estados Unidos.
Al año siguiente (1965) publicó su primer libro, The Tapestry and the Web (El tapiz y la red).
En 1965 se casó con Jack Boyce. Se separaron a principios de los años setenta.
Kyger publicó más de veinte libros de poesía y prosa, incluyendo Going On: Selected Poems, 1958–1980 (de 1983), y Just Space: poems, 1979-1989 (de 1991).
Desde 1968 vivió en la villa de Bolinas (California), donde era editora del periódico local. También dio clases ocasionales en la Jack Kerouac School of Disembodied Poetics (Escuela Jack Kerouac de Poética Sin Cuerpo), en la Universidad Naropa, en la ciudad de Boulder (estado de Colorado).
Dio clases de escritura en el New College of California, en la ciudad de San Francisco.
En 2000, su colección de textos autobiográficos ―escritos en 1981― se volvieron a publicar con el título Strange Big Moon: Japan and India Journals, 1960-1964 (‘extraña Luna grande: diarios de Japón y la India, 1960-1964), el cual Anne Waldman llamó «uno de los mejores libros del género del diario de viajes».
Sus libros de poesía más recientes incluyen
God Never Dies (Blue Press),
The Distressed Look (Coyote Books),
Again (La Alameda Press),
As Ever: Selected Poems (Penguin Books) y
About Now: Collected Poems from National Poetry Foundation, que en 2008 ganó el premio PEN Oakland Josephine Miles National Literary Award for Poetry.
En 2006 obtuvo una beca de la Foundation for Contemporary Arts Grants to Artists (Fundación de Becas para Artistas en Artes Contemporáneas).